# Game & Watch: Super Mario Bros.
Game & Watch: Super Mario Bros. (en japonés: ゲーム＆ウオッチ スーパーマリオブラザーズ Gēmu & Uotchi: Sūpā Mario Burazāzui) es una consola portátil de edición limitada Game & Watch de la serie Colour Screen, desarrollada por Nintendo, que se lanzó en noviembre de 2020. Es una adaptación que recopila tres juegos de Super Mario: Super Mario Bros., Super Mario Bros.: The Lost Levels y Ball, junto a la opción de un reloj digital con 35 animaciones distintas a medida que pasa el tiempo. El juego se lanzó para conmemorar el 35.º aniversario de la serie Super Mario, así como el 40.º aniversario de la línea de consolas Game & Watch.

## Modo de juego
Game & Watch: Super Mario Bros. recopila los dos juegos de Super Mario: Super Mario Bros., Super Mario Bros.: The Lost Levels, que son principalmente juegos de plataformas de desplazamiento lateral en el que el jugador debe llegar al extremo derecho de los niveles. El juego también incluye el juego Game & Watch Ball, un juego de habilidad, sin embargo, el juego se actualiza para que el personaje que aparece en el juego sea Mario en lugar de «Mr. Game & Watch». El juego también incluye una función de reloj, que incluirá 35 «pequeños toques» (animaciones), huevos de Pascua, y un sistema de alarma.

## Desarrollo
Game & Watch: Super Mario Bros. se anunció en un Nintendo Direct realizado para celebrar el 35 aniversario de la serie Super Mario, donde se dio a conocer por primera vez su contenido, fecha de lanzamiento y precio de lanzamiento de $50. Debido a la falta de autorización de la Comisión Federal de Comunicaciones (FCC), los pedidos anticipados del juego se retrasaron en los Estados Unidos. Un avance más detallado del juego se publicó más tarde el 10 de septiembre. También se lanzaron dos sitios web japoneses vinculados después del anuncio del juego, uno para Super Mario Bros. y otro para Super Mario Bros.: The Lost Levels. Está previsto que el juego se descontinúe en marzo de 2021.
El hardware del juego sigue el modelo de la serie Widescreen de Game & Watch (sin embargo, a diferencia de los sistemas Widescreen originales, los botones A y B del juego se mueven hacia el lado derecho para parecerse al controlador del Nintendo Entertainment System e incluye un D-pad y una pantalla LCD a todo color) y tiene una batería de iones de litio incorporada, que se estima que dura 8 horas. El juego pesa 0,15 libras (70 gramos) y está configurado para enviarse con un cable de carga USB-C.

## Características
El juego funciona con un chipset STM32H7B0VBT6, que consta de ARM Cortex-M7, 128 KBytes de memoria Flash y 1024 KBytes de RAM. El diseño se basa en la serie Game & Watch Widescreen, con la carcasa metálica dorada y un borde rojo. Sin embargo, a diferencia de los sistemas Widescreen originales, los botones A y B del juego se mueven hacia el lado derecho para parecerse al controlador del Nintendo Entertainment System e incluye una cruceta y una pantalla LCD a color de 2,36 pulgadas) y tiene una batería de iones de litio incorporada con una duración aproximada de 8 horas. La consola mide 11 cm x 6,7 cm x 1,25 cm (largo x ancho x grosor) y pesa 68 gramos (0,15 libras) e incluye un cable de carga USB-C. Game & Watch: Super Mario Bros cuenta con Quick Resume, o reanudación rápida, en el que se puede comenzar el juego justo donde se dejó. A diferencia de algunos modelos de Game & Watch, no posee una pata trasera para poder apoyarla. La Game & Watch: Super Mario Bros. tuvo un precio de salida de unos $49.99 en Estados Unidos.

### Bug
Tres días antes del lanzamiento, Nintendo aviso de un error de software (bug) en las traducciones de la canción «Mario Drawing» que está vocalizada en inglés.

Queremos informar sobre un error relacionado con una de las 35 animaciones del reloj digital de la consola Game & Watch: Super Mario Bros. Desafortunadamente, la canción «Dibujando a Mario» (con voz solo en inglés), que se puede acceder manteniendo pulsado el botón A, muestra la letra en el idioma incorrecto en el caso de que se haya seleccionado alemán, francés, italiano o español en la pantalla de título. Este error no afecta a inglés, neerlandés ni japonés. Sin embargo, es posible cambiar el idioma de la letra en cualquier momento mientras se reproduce la canción. […] Queremos pedir disculpas por las molestias causadas.

## Recepción

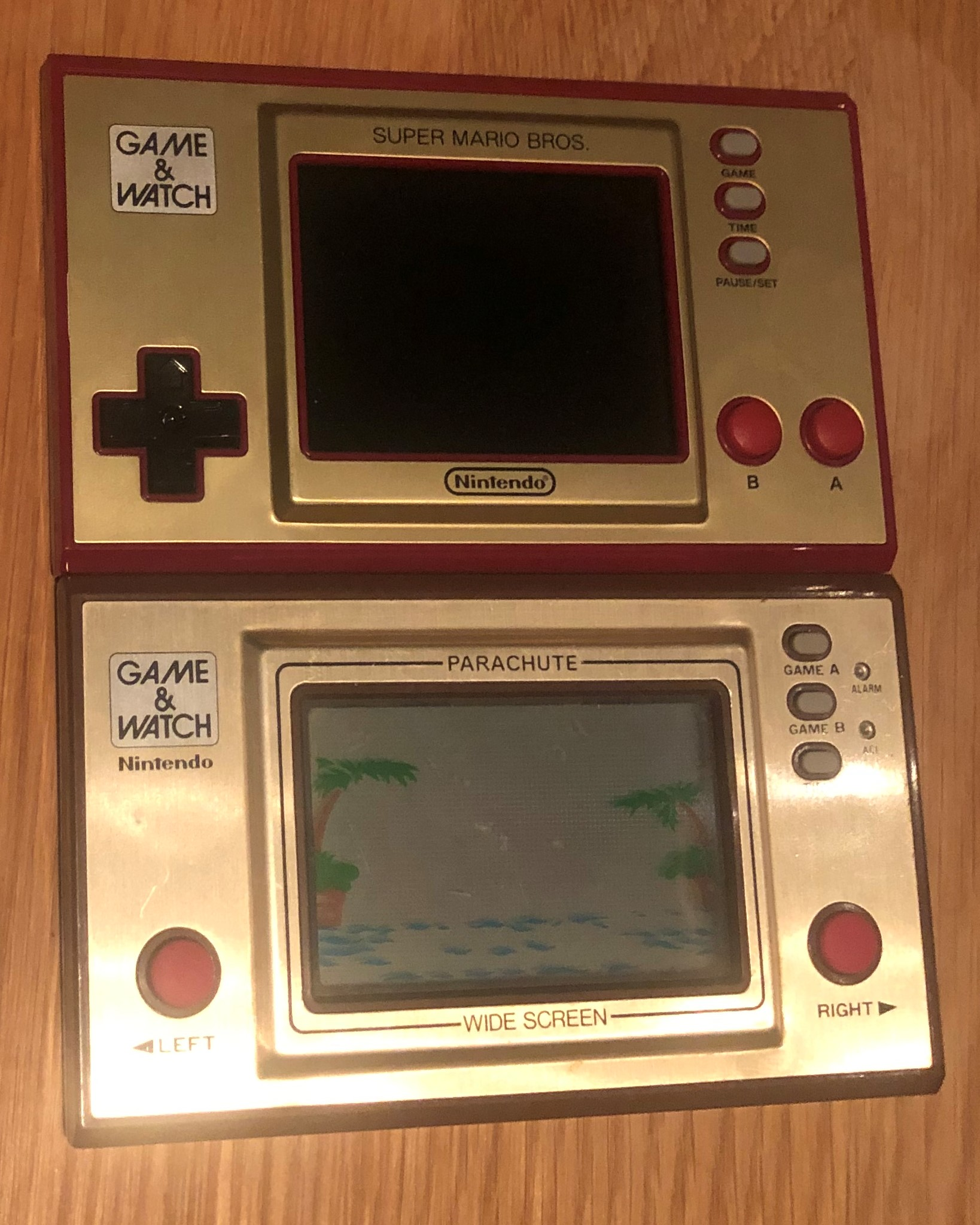
Comparación del Game & Watch: Super Mario Bros. con un Game & Watch original (Parachute).

Seth Macy, escribiendo para IGN, le dio al Game & Watch: Super Mario Bros. un 9 sobre 10 y lo calificó como una elección del editor. Macy declaró que estaba sorprendido por la calidad del hardware y dijo que, debido a la calidad, es una «forma atractiva de jugar juegos de hace décadas». Macy, revisando la sensación del hardware del juego, dijo que la superficie de metal con la que está hecho el juego no atrae huellas dactilares, algo con lo que dijo que otros sistemas portátiles tienen un problema. Macy también afirmó que la goma táctil de la que están hechos los botones del juego se siente «realmente sólida». Macy también elogió las entradas de los botones del juego por ser de «alta calidad», citando que «no hay entradas no deseadas».
Al escribir para Mashable, Adam Rosenberg dijo que el «teclado direccional de blanda sensación y los botones A/B» no eran «la mejor manera de jugar a Super Mario Bros. y The Lost Levels», pero dijo que el «artículo de regalo económico» deleitaría «a cualquier fan de Nintendo». Rosenberg también elogió el reloj del juego.
Damien McFerran de Nintendo Life elogió la pantalla LCD retroiluminada del juego, la función de reloj, y dijo que el juego emula Super Mario Bros. y The Lost Levels «muy bien», pero criticó la falta de un soporte y también cuestionó por qué solo tres NES Se incluyeron juegos. McFerran afirmó que a los jugadores de videojuegos mayores les «encantaría el factor nostalgia», y que sería «de interés» para los jugadores más jóvenes.
Chris Plante, en una revisión de The Verge, calificó el hardware como "bien construido" y dijo que la cruceta es "firme y receptiva" y que los botones A y B son "suaves pero no blandos". Chris observó cómo, después de la acabar el primer nivel de Super Mario Bros., sus manos se sentían "dolorido", y que después de múltiples niveles, los pulgares "apretados". Chris dijo que la incomodidad que experimentó con el juego se debió a que las consolas Game & Watch estaban diseñadas para juegos más simples, como el juego Ball incluido.
Alberto Lloret en Hobby Consolas escribió: «es un producto que apela a la nostalgia pura y dura, con una propuesta que replica con acierto las sensaciones y emociones de la Nintendo de los 80». Rafa Canosa para Nintenderos la criticó diciendo: «Game & Watch: Super Mario Bros. no deja de ser eso, un simple objeto conmemorativo. […] Eso sí, como consola no deja de ser una mera anécdota, la mayoría acabarán cogiendo polvo en una estantería como si de piezas de museo se tratasen».

### Ventas
Un día después del anuncio del juego, el juego estaba agotado en la tienda My Nintendo japonesa y poco después, el juego también estaba agotado en la tienda My Nintendo del Reino Unido. Poco después del anuncio del juego, los pedidos anticipados del juego se agotaron en la mayoría de los minoristas australianos. Darren Calvert de Nintendo Life dijo que para obtener una copia del juego, los consumidores deben «vencer a los revendedores (scalpers)».